# Steve Berry (Autor)

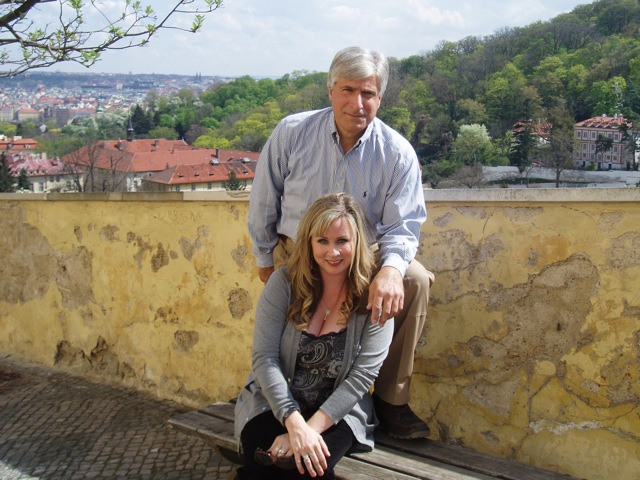
Steve und Elizabeth Berry in Prag (2012)

Steve Berry (* 1955 in Atlanta) ist ein US-amerikanischer Rechtsanwalt und Bestseller-Autor.
Berry studierte Rechtswissenschaften an der Mercer University in Macon. 1990 begann er mit dem Schreiben. 2000 and 2001 gewann er den Georgia State Bar fiction writing contest, 2003 wurde sein erster Roman The Amber Room vom Ballantine-Verlag veröffentlicht.
In Deutschland ist Berry vor allem durch seinen Roman Die Romanow-Prophezeiung (Originaltitel The Romanov Prophecy) bekannt.
Steve Berry lebt in Camden County, Georgia. Er ist verheiratet und Vater einer Tochter. Neben seiner schriftstellerischen Tätigkeit engagiert er sich auf lokalpolitischer Ebene in Camden County.

## Werke

### Einzelne Romane
- The Amber Room. 2003, ISBN 0-345-46004-9.
- The Third Secret. 2005, ISBN 0-345-47613-1. (dt.: Urbi et Orbi. 2006, ISBN 3-442-36405-1.)
- The Romanov Prophecy. 2004, ISBN 0-345-46006-5. (dt.: Die Romanow-Prophezeiung. 2005, ISBN 3-442-36339-X.)
- The Columbus Affair, (May 15, 2012). ISBN 978-0-345-52652-6. (dt. Die Kolumbus-Verschwörung. 2014, ISBN 978-3-641-12342-0)
- The Omega Factor. dt.: Opus. Der neue große Verschwörungsthriller. Blanvalet, München 2023, ISBN 978-3-7341-1219-5.

### Cotton-Malone-Serie
1. The Templar Legacy. 2006, ISBN 0-345-47615-8. (dt.: Alpha et Omega. 2008, ISBN 3-442-36781-6.)
2. The Alexandria Link. 2007, ISBN 0-345-48575-0. (dt.: Patria. 2008, ISBN 3-442-37027-2.)
3. The Venetian Betrayal. 2007, ISBN 0-345-48577-7. (dt.: Der Pandora-Pakt. 2009, ISBN 3-442-37334-4.)
4. The Charlemagne Pursuit. 2008, ISBN 0-345-48579-3. (dt.: Antarctica. 2009, ISBN 978-3-442-37335-2.)
5. The Paris Vendetta. 2009, ISBN 0-345-50547-6.  (dt.: Der Korse. 2011, ISBN 978-3-442-37676-6.)
6. The Emperor's Tomb. 2010, ISBN 978-1-4447-0936-0.  (dt.: Das verbotene Reich. 2012, ISBN 978-3-442-37864-7.)
7. The Jefferson Key. 2011, ISBN 978-0-345-50551-4. (dt.: Die Washington Akte. 2013, ISBN 978-3-442-38077-0.)
8. The King's Deception. 2013, ISBN 978-0-345-52654-0 (dt.: Das Königskomplott. 2015, ISBN 978-3-641-15775-3.)
9. The Lincoln Myth, 2014, ISBN 978-0-345-52657-1 (dt.: Der Lincoln-Pakt. 2016, ISBN 978-3-7341-0282-0.)
10. The Patriot Threat, 2015, ISBN 978-1-250-05623-8 (dt.: Geheimakte 16. 2017, ISBN 978-3-7341-0452-7.)

## Auszeichnungen
- 2013 International Thriller Award – Kategorie Silver Bullet Award der US-amerikanischen The International Thriller Writers Inc. (ITW)